# Sabulina verna
Sabulina verna, syn. Minuartia verna (мокричник весняний як Minuartia verna) — вид квіткових рослин родини гвоздикових (Caryophyllaceae).

## Біоморфологічна характеристика
Це гола чи залозисто-запушена, багаторічна (іноді явно короткочасна) рослина 5–10 см заввишки, з численними квітконосними стеблами і щільними листовими пучками. Листки 5–10 мм, шилуваті. Суцвіття 3–6-квіткове. Чашолистки яйцеподібні, гострі. Пелюстки від яйцеподібно-еліптичних до майже округлих.

## Поширення
Росте у пн.-зх. Африці, Європі, Азії.
У ЧКУ має статус «рідкісний»